# Mesoscincus schwartzei
Mesoscincus schwartzei là một loài thằn lằn trong họ Scincidae. Loài này được Fischer mô tả khoa học đầu tiên năm 1884.

## Hình ảnh

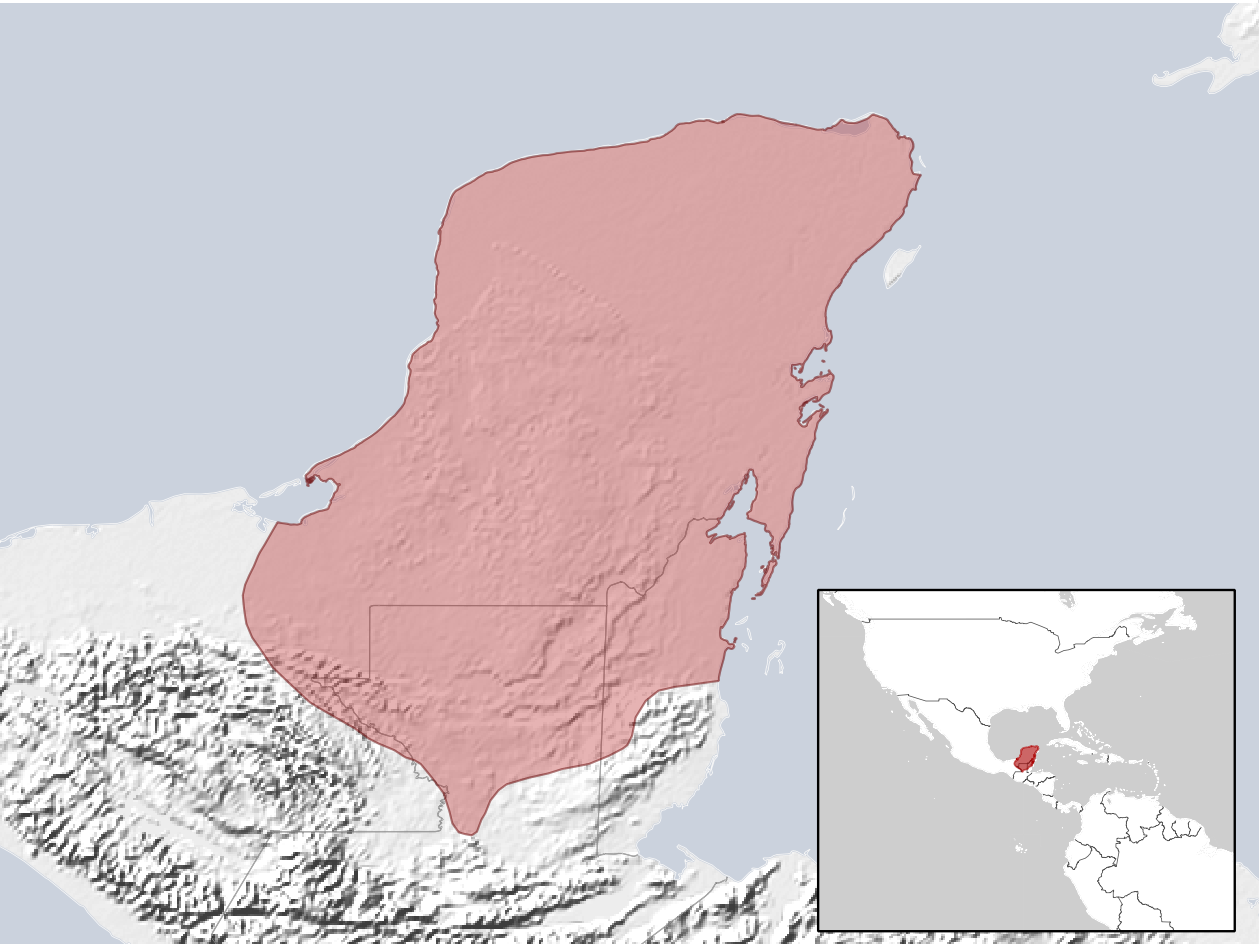
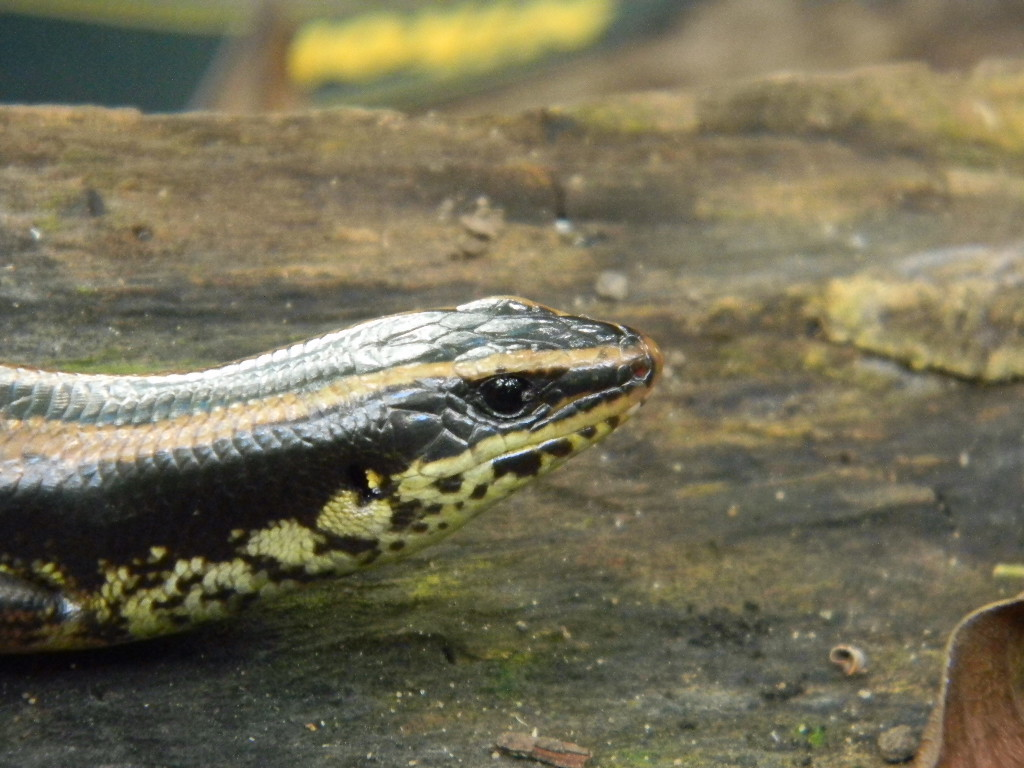